# てやんでいBaby
『てやんでいBaby』はとみさわ千夏がミスターマガジン誌上で連載した漫画作品。

## ストーリー
義理人情に篤い任侠者の原田は銭湯で産気づいた新婚女性を助けようとするが、転んだ拍子に頭を打って死んでしまう。しかし、次に気づいたときにはその女性の息子として生まれ変わっていた。こうして任侠者の人格を持った赤ちゃん・富沢星夫の人生が始まるのであった。

## 登場人物

### 富沢家
富沢星夫（とみさわ　ほしお）
主人公。富沢家の長男。まだろくに動くことができず、しゃべることもできないため、両親は32歳のヤクザの魂を受け継いでいる事実を知らずにいる。美人の女性を見るなり興奮したり、命の危機を感じると新聞に死亡記事が載ることを想像してしまう。愛称は「ホチくん」「ホッチョくん」「ホチヨくん」など。
富沢信一
星夫の父親でサラリーマン。眼鏡をかけている。星夫はダンナと呼ぶ。美人の女性に弱く、息子とともに鼻の下を伸ばしている。青森出身。
富沢イク子
信一の妻で星夫の母親。星夫は奥さんと呼ぶ。

### 知人・友人
杉村さやか
デパートのベビールームで隣り合わせになった際に星夫が一目惚れした女の子。彼女自身は普通の赤ちゃんなので、星夫のように複雑な思考はしない。
杉村美江
さやかの母親。
デイビィ山本
外国人の母親と日本人の父親の間に生まれたハーフの子供。常に鼻水を垂れ流しているため、星夫は「ハナたれ」と呼ぶ。
スージィ
デイビィの姉。
リンゴ
信一の従妹の娘。赤い頬が特徴。
雄大
夏休みにさやかが出会った男の子。ダチョウのとさかのような髪型が特徴。星夫からはライバル視されている。
しょうへい
フルネームは不明。物憂げな表情と仕草から星夫が勝手なモノローグを付けているが、星夫と同様まだ言葉をしゃべることができないので実際に何を考えているのかは分からない。ホスト風の父親がいる。
原田
角刈りで背中に刺青の入った32歳のヤクザで星夫の前世。義侠心に篤い性格であり、銭湯で入浴していた時に産気づいたイク子を助けたが、その拍子に頭を強打して死亡。しかしその魂は後に星夫に受け継がれる。

## 単行本
講談社ミスターマガジンKC
1. ISBN 978-4061766365
2. ISBN 978-4061766709
3. ISBN 978-4061767096
4. ISBN 978-4061767409
5. ISBN 978-4061767645
6. ISBN 978-4063373028
7. ISBN 978-4063373509

講談社漫画文庫
1. ISBN 978-4062604765
2. ISBN 978-4062604772
3. ISBN 978-4062604789
4. ISBN 978-4062604796
5. ISBN 978-4062604802
6. ISBN 978-4062604819
7. ISBN 978-4062604826

アクションコミックス
1. ISBN 978-4575941586
2. ISBN 978-4575941593
3. ISBN 978-4575941630
4. ISBN 978-4575941647
5. ISBN 978-4575941739
6. ISBN 978-4575941746
7. ISBN 978-4575941807

アクションコミックス COINSアクションオリジナル
- てやんでいBaby オッパイ大好き!赤ちゃんは元ヤクザ!! ISBN 978-4575994063

## 映像化

### 映画
1996年にオリジナルビデオが発売されている。
キャスト
- 富沢イク子 - いしのようこ
- 富沢信夫 - 中野英雄
- 富沢星夫 - 高橋臨
- 宮本大誠
- 橋本功
- 七瀬理香
- 中島宏海
- 萩原流行

スタッフ
- 監督 - 藤得悦
- 脚本 - 金谷祐子
- 音楽 - 山田実穂子
- 選曲 - 山川繁
- 撮影 - 内田清美
- 音響効果 - 宮田塙
- 技術協力 - ビデオフォーカス
- 照明協力 - サンライズアート
- 美術協力 - KHKアート
- 編集・MA - 東通ビデオセンター
- スタジオ - 目黒スタジオ
- 製作者 - 須崎一夫
- プロデュース - 廣瀬雄、武田和
- 制作プロダクション - 東宝
- 製作 - ケイエスエス

### テレビドラマ
WOWOWで2008年3月7日から2008年4月4日にかけて全5話のテレビドラマが放映された。
キャスト
- 富沢星夫 - 石上裕翔（声 - 品川祐）
- 富沢信夫 - 東幹久
- 富沢イク子 - 水野美紀
- 富沢のぶ子 - 木野花
- 杉村さやか - 濱上心
- 原田 - 品川祐
- 今田タケオ - 武田裕光
- 村瀬典子 - 佐藤寛子
- 組長 - 岸部四郎
- 神様 - 岸部四郎（二役）

スタッフ
- 原作 - とみさわ千夏
- 脚本 - 山崎淳也
- 演出 - 伊藤寿浩
- 音楽 - EDISON
- プロデューサー - 高嶋知美（WOWOW）、石塚清和（FINE）
- 技術協力 - バスク
- 照明協力 - ラ・ルーチェ
- 美術協力 - フジアール
- 制作協力 - ファインエンターテイメント
- 制作著作 - WOWOW